# Dyane Adam
Dyane Adam, née en 1953 à Casselman en Ontario, est la commissaire canadienne aux langues officielles de 1999 à 2006. Elle est connue pour ses efforts afin d'assurer le bilinguisme au sein du gouvernement canadien et son engagement dans la défense des droits des femmes et des minorités linguistiques. Elle est la présidente fondatrice du Conseil de gouvernance de l'Université de l'Ontario français de 2018 à 2022.

## Carrière
Docteure en psychologie clinique à l'Université d'Ottawa, elle enseigne à cette université ainsi qu'au Collège universitaire Glendon et à l'Université Laurentienne. Elle a occupé le poste de vice-rectrice aux programmes et services en français de l'Université Laurentienne de 1988 à 1994 et de principale du Collège universitaire de Glendon de l'Université York de Toronto.
Après avoir mené une campagne pour conserver la chaîne française de TVO, TFO et le bilinguisme à l'Université York, et à l'hôpital Montfort, le premier ministre Jean Chrétien la nomme commissaire aux langues officielles du Canada, chargée de veiller à la mise en œuvre de la Loi sur les langues officielles en 1999. Adam est la première femme nommée à ce poste.
En tant que commissaire aux langues officielles, elle se montre critique du gouvernement quant à l'application de la loi au sein des Forces armées canadiennes, sur l'Internet, en immigration, dans le sport d'élite au Canada et dans l'industrie aérienne. Elle a pris part à l'élaboration du Plan d'action pour les langues officielles 2003-2008. En 2005, elle joue un rôle central dans la modification et le renforcement de la partie VII de la Loi sur les langues officielles portant sur la promotion du bilinguisme canadien et le développement des communautés linguistiques vivant en situation minoritaire.
En septembre 2006, il est annoncé qu'elle sera officiellement remplacée par Graham Fraser. Depuis, elle s'engage comme travailleuse autonome auprès du gouvernement fédéral, des gouvernements provinciaux et territoriaux et des universités canadiennes. Elle est mentor pour la Fondation Trudeau de 2008-2010 ainsi que vice-présidente de la Société de la Fondation Trudeau depuis 2011. Elle siège au Conseil supérieur de l'éducation (Québec) de 2008 à 2010. Elle est nommée membre de l'Ordre du Canada en 2013.
En septembre 2016, Dyane Adam est nommée par le gouvernement provincial ontarien à la tête du Conseil de planification pour une université de langue française en Ontario. En 2017, ce conseil dévoile des recommandations et convainc la province de créer une université gouvernée par et pour les francophones dans le Centre-Sud-Ouest de l'Ontario. Par la suite, elle préside le Comité technique de mise en œuvre de l’Université de l'Ontario français (UOF) avant que la province proclame, en avril 2018, la loi sur la création de l'UOF et nomme les membres du premier Conseil de gouvernance de l'Université. De 2018 à 2022, elle préside le Conseil de gouvernance de l’Université.

## Honneurs
- Chevalier de l'Ordre du Canada
- Chevalier de l'ordre de la Pléiade
- Chevalière de l'ordre des Palmes académiques
- Doctorat honorifique de l'Université McGill
- Doctorat honorifique de l'Université de Moncton
- Doctorat honorifique de l'Université d'Ottawa
- Doctorat honorifique de l'Université Saint-Paul d'Ottawa
- Doctorat honorifique de l'Université Laurentienne
- Diplôme honorifique du Collège Boréal
- Prix de reconnaissance d'une ancienne Université d'Ottawa